# De lineis insecabilibus
De lineis insecabilibus (greco Περὶ ἀτόμων γραμμῶν) è un breve trattato attribuito ad Aristotele, ma probabilmente scritto da un membro della scuola peripatetica qualche tempo prima del II secolo a.C.

## Struttura
Il trattato cerca di confutare le opinioni di Senocrate su linee e parti minime, viste come misure delle grandezze nei vari gradi dell'essere. Secondo una concezione poi invalsa anche nel medioevo, si esponeva la tesi dell'impossibilità dell'infinitesimo attuale (indivisibile).
In realtà,  oggi gli studiosi di Senocrate sono convinti che l'anonimo autore svolga nella prima parte dell'opuscolo le tesi del filosofo accademico, per poi negarle polemicamente nella seconda.